# Borovica (biljni rod)
Borovica (lat. Juniperus), biljni rod zimzelenih grmova i manjeg drveća sa sedamdesetak priznatih vrsta i oko 1000 poznatih kultivara. 
Ime roda dolazi od latinske riječi juvenis (=mlad) i parus (=rađati), a odnosi se na to da bobice nekih vrsta mogu izazvati pobačaj i da mogu izazivat smanjenje plodnosti.
Rod borovica priupada porodici Cupressaceae (čempresovke) i ne treba ga miješati s rodom borovnica (Vaccinium).

## Vrste
1. Juniperus × ambigens (Fassett) R.P.Adams
2. Juniperus angosturana R.P.Adams
3. Juniperus arizonica (R.P.Adams) R.P.Adams
4. Juniperus ashei J.Buchholz
5. Juniperus barbadensis L.
6. Juniperus bermudiana L.
7. Juniperus blancoi Martínez
8. Juniperus brevifolia (Seub.) Antoine
9. Juniperus californica Carrière
10. Juniperus cedrus Webb & Berthel.
11. Juniperus chinensis L.
12. Juniperus coahuilensis (Martínez) Gaussen ex R.P.Adams
13. Juniperus comitana Martínez
14. Juniperus communis L.
15. Juniperus convallium Rehder & E.H.Wilson
16. Juniperus coxii A.B.Jacks.
17. Juniperus deltoides R.P.Adams
18. Juniperus deppeana Steud.
19. Juniperus drupacea Labill.
20. Juniperus durangensis Martínez
21. Juniperus excelsa M.Bieb.
22. Juniperus × fassettii B.Boivin
23. Juniperus flaccida Schltdl.
24. Juniperus foetidissima Willd.
25. Juniperus formosana Hayata
26. Juniperus gamboana Martínez
27. Juniperus gracilior Pilg.
28. Juniperus grandis R.P.Adams
29. Juniperus × herragudensis J.M.Aparicio & Uribe-Ech.
30. Juniperus horizontalis Moench
31. Juniperus indica Bertol.
32. Juniperus jaliscana Martínez
33. Juniperus komarovii Florin
34. Juniperus macrocarpa Sm.
35. Juniperus mairei Lemée & H.Lév.
36. Juniperus monosperma (Engelm.) Sarg.
37. Juniperus monticola Martínez
38. Juniperus morrisonicola Hayata
39. Juniperus mucronata R.P.Adams
40. Juniperus navicularis Gand.
41. Juniperus occidentalis Hook.
42. Juniperus osteosperma (Torr.) Little
43. Juniperus oxycedrus L.
44. Juniperus × palanciana J.M.Aparicio & Uribe-Ech.
45. Juniperus × pfitzeriana (Späth) P.A.Schmidt
46. Juniperus phoenicea L.
47. Juniperus pinchotii Sudw.
48. Juniperus pingii W.C.Cheng ex Ferré
49. Juniperus poblana (Martínez) R.P.Adams
50. Juniperus polycarpos K.Koch
51. Juniperus procera Hochst. ex Endl.
52. Juniperus procumbens (Siebold ex Endl.) Miq.
53. Juniperus przewalskii Kom.
54. Juniperus pseudosabina Fisch. & C.A.Mey.
55. Juniperus recurva Buch.-Ham. ex D.Don
56. Juniperus rigida Siebold & Zucc.
57. Juniperus sabina L.
58. Juniperus saltillensis M.T.Hall
59. Juniperus saltuaria Rehder & E.H.Wilson
60. Juniperus saxicola Britton & P.Wilson
61. Juniperus scopulorum Sarg.
62. Juniperus semiglobosa Regel
63. Juniperus seravschanica Kom.
64. Juniperus squamata Buch.-Ham. ex D.Don
65. Juniperus standleyi Steyerm.
66. Juniperus taxifolia Hook. & Arn.
67. Juniperus thurifera L.
68. Juniperus tibetica Kom.
69. Juniperus tsukusiensis Masam.
70. Juniperus turbinata Guss.
71. Juniperus virginiana L.
72. Juniperus zanonii R.P.Adams

## Vanjske poveznice
|  | Zajednički poslužitelj ima još gradiva o temi Juniperus |
|  | Wikivrste imaju podatke o taksonu Juniperus             |